# Veronica cusickii
Veronica cusickii är en grobladsväxtart som beskrevs av Asa Gray. Veronica cusickii ingår i släktet veronikor, och familjen grobladsväxter. Inga underarter finns listade i Catalogue of Life.

## Bildgalleri

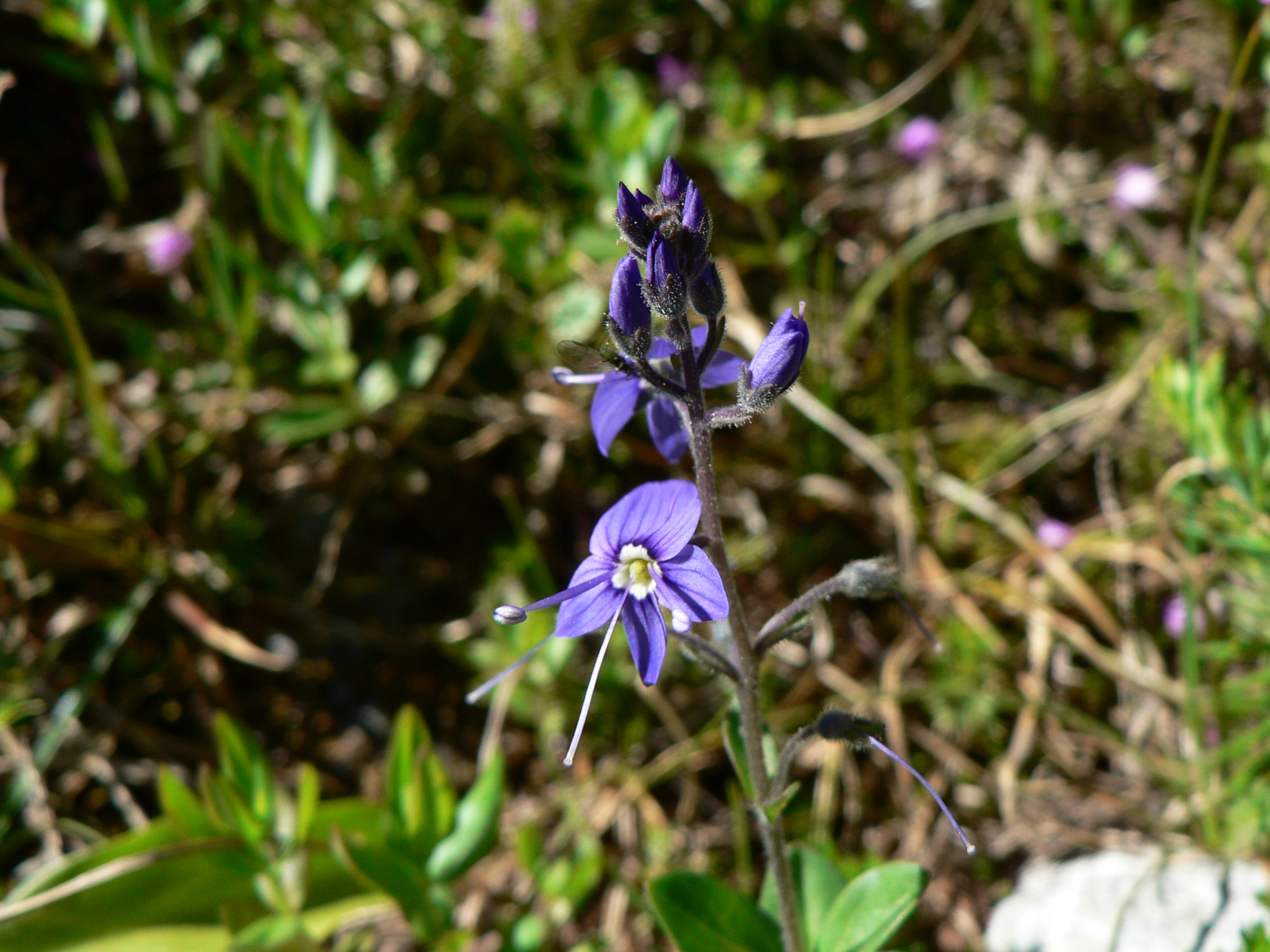
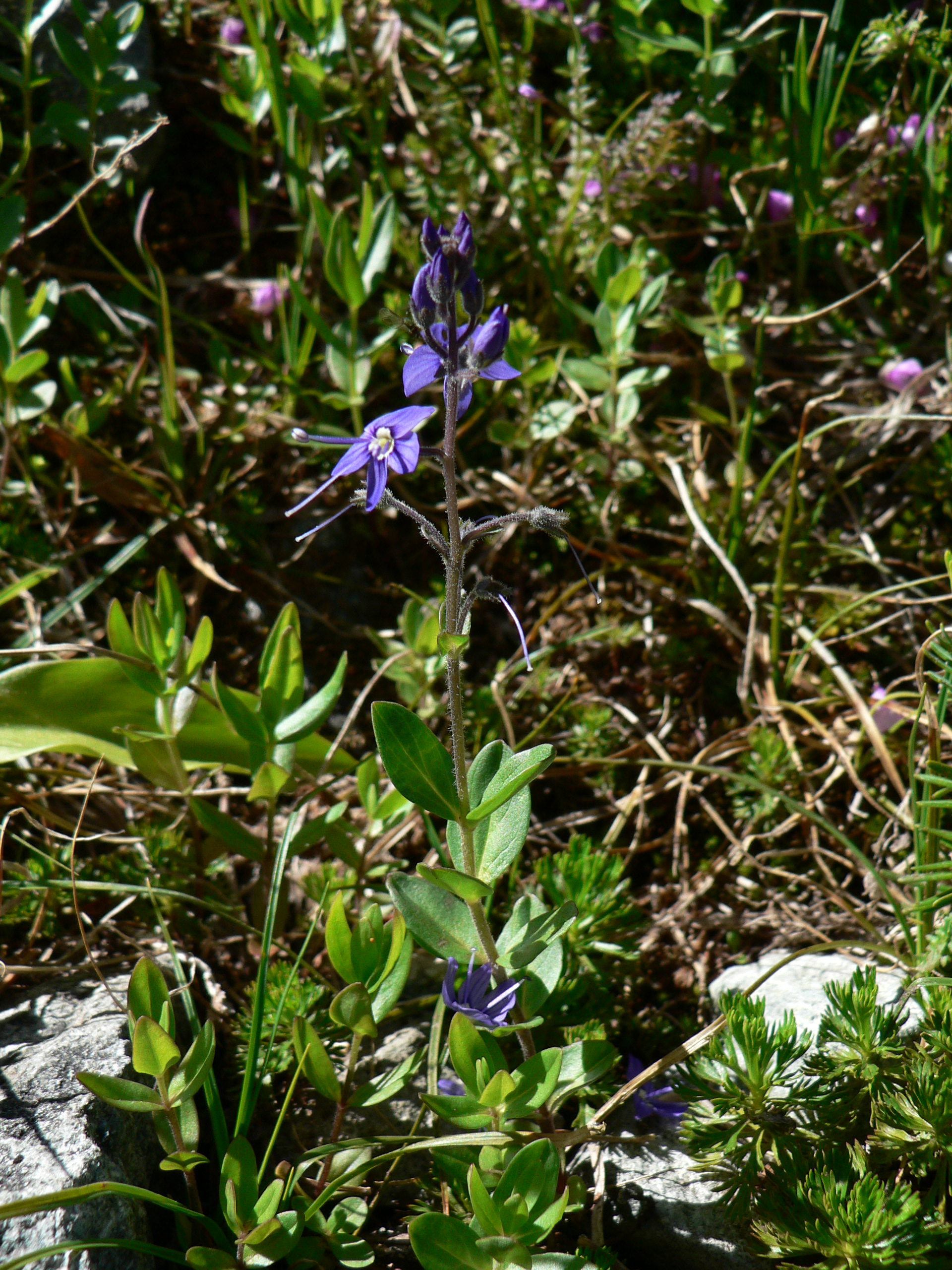
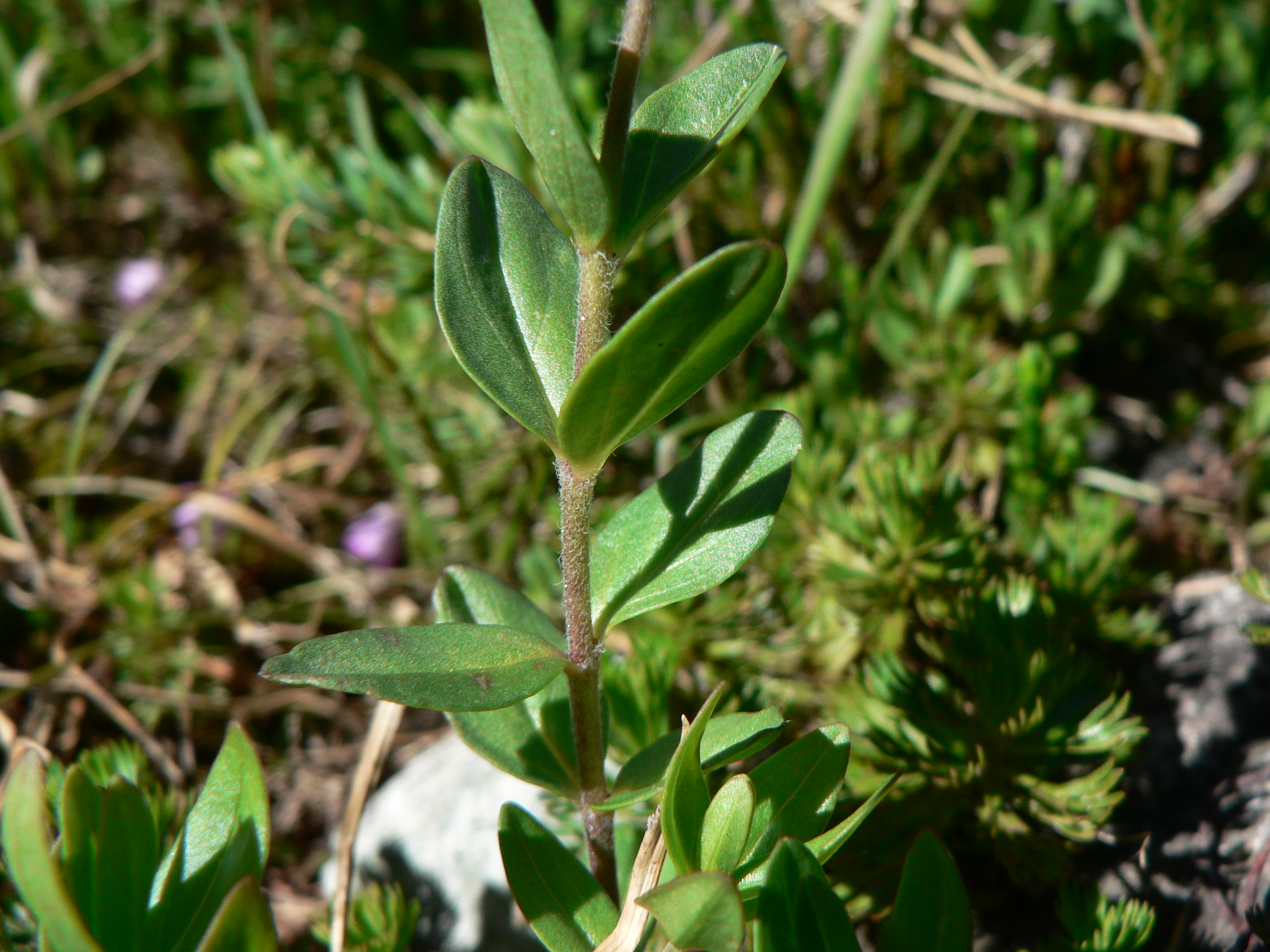